# Josip Belušić
Josip Belušić (Giuseppe Bellussich; Županići kraj Labina, 1847. – Trst, 1905.), hrvatski izumitelj električnog brzinomjera.  Njegov izum je patentiran u Austriji i Mađarskoj pod imenom "velocimeter". 

## Životopis
Belušić je rođen u okolici Labina u Istri a živio u malom mjestu Županićima, selu na rubu nekadašnje austro-ugarske monarhije. Bio je profesor u Kopru na carskoj i kraljevskoj školi. 1889. godine na Svjetskoj izložbi u Parizu, na kojoj je postavljen i glasoviti Eiffelov toranj, Belušić je predstavio svoj izum nadjenuvši mu prvotno ime "Velocimetar", a kasnije ga je preimenovao u 'Controllore Automatico per Vetture'. U godini održavanja Svjetske izložbe pariški municipij raspisao je javni natječaj na koji je prijavljeno više od 120 uređaja, a upravo se 'velocimetar' pokazao najpreciznijim i najkvalitetnijim pa je u lipnju 1890. godine donesena odluka o njegovom prihvaćanju. Francuska akademija izumitelja ga je pohvalila i nagradila diplomom i zlatnom medaljom, ujedno ga proglasivši i počasnim članom. Belušićev uređaj mjerio je brzinu, odnosno stajanje kola, vremensko trajanje vožnje i stajanje vozila, broj putnika te vrijeme silaska i ulaska putnika. Školovao se u Pazinu, vjerojatno kod svećenika koji su prvi uočili njegov talent za prirodne znanosti. Studij je nastavio u Beču. Danas nije poznato kako je Belušićev izum završio.

## Vanjske poveznice
- Vimeo Josip Belušić – izumitelj današnjeg brzinomjera, taksimetra i tahografa
- Josip Belušić Hrvatska tehnička enciklopedija, portal hrvatske tehničke baštine. LZMK

- Životopis u Hrvatskoj tehničkoj enciklopediji Hrvatska tehnička enciklopedija, portal hrvatske tehničke baštine. LZMK